# Jacek Kazimierski
Jacek Kazimierski (Varsovia, Polonia, 17 de agosto de 1959) es un exjugador y exentrenador de fútbol polaco. En su etapa como jugador profesional se desempeñaba como guardameta.

## Selección nacional
Fue internacional con la selección de fútbol de Polonia en 23 ocasiones. Formó parte de la selección que obtuvo el tercer lugar en la Copa del Mundo de 1982, pese a no haber jugado ningún partido durante el torneo.

### Participaciones en Copas del Mundo
| Mundial                                | Sede   | Resultado        | Partidos | Goles |
| -------------------------------------- | ------ | ---------------- | -------- | ----- |
| Copa Mundial de Fútbol Juvenil de 1979 | Japón  | Cuarto lugar     | ?        | 0     |
| Copa Mundial de Fútbol de 1982         | España | Tercer lugar     | 0        | 0     |
| Copa Mundial de Fútbol de 1986         | México | Octavos de final | 0        | 0     |

## Equipos

### Como jugador
| Equipo            | País    | Año       |
| ----------------- | ------- | --------- |
| Legia de Varsovia | Polonia | 1978-1987 |
| Olympiakos FC     | Grecia  | 1987-1988 |
| KAA Gante         | Bélgica | 1988-1991 |

### Como entrenador de porteros
| Equipo             | País    | Año       |
| ------------------ | ------- | --------- |
| Selección nacional | Polonia | ¿-2006    |
| Wisła Cracovia     | Polonia | 2007-2009 |
| Selección nacional | Polonia | 2009-2012 |

## Palmarés

### Como jugador

#### Campeonatos nacionales
| Título              | Equipo            | País    | Año  |
| ------------------- | ----------------- | ------- | ---- |
| Copa de Polonia     | Legia de Varsovia | Polonia | 1980 |
| Copa de Polonia     | Legia de Varsovia | Polonia | 1981 |
| Supercopa de Grecia | Olympiakos FC     | Grecia  | 1987 |

### Como entrenador de porteros

#### Campeonatos nacionales
| Título      | Equipo         | País    | Año  |
| ----------- | -------------- | ------- | ---- |
| Ekstraklasa | Wisła Cracovia | Polonia | 2008 |
| Ekstraklasa | Wisła Cracovia | Polonia | 2009 |